# Набиев, Туляган
Туляган Набиев — советский хозяйственный, государственный и политический деятель.

## Биография
Родился в 1936 году. Член КПСС.
С 1959 года — на хозяйственной, общественной и политической работе. В 1959—2003 гг. — мастер в стройтресте № 160, старший прораб, главный инженер Чирчикского строительного треста № 160, инструктор отдела строительства и городского хозяйства ЦК КП Узбекистана, управляющий стройтрестом № 159, первый заместитель начальника Главташкентстроя, первый секретарь Октябрьского райкома партии города Ташкента, начальник Главташкентстроя, председатель Государственного комитета по архитектуре и строительству Узбекистана.
Избирался депутатом Верховного Совета Узбекской ССР 8-го, 9-го, 10-го созывов.
Живет в Ташкенте.